# Eleições em 2011
Este artigo lista as eleições que ocorreram em 2011.

## Janeiro
- 9 de janeiro: Sudão, Referendo sobre a independência do Sudão do Sul, na qual 98% da população vota a favor da independência.[1] O Sudão do Sul se tornou um país independente em 9 de julho de 2011.[2]
- República Centro-Africana, Presidente e Parlamento. O presidente François Bozizé é reeleito com 66% dos votos, o parlamento será controlado pelo seu partido, o National Convergence "Kwa Na Kwa".[3]
- 23 de janeiro: Portugal, Presidente. Cavaco Silva é reeleito no primeiro turno.[4][5][6]
- Nigér, Presidente. Mahamadou Issoufou vence a eleição com mais de 57% dos votos.[7]

## Março
- 6 de fevereiro: Cabo Verde, Parlamento
- 13 de fevereiro: Chade, Parlamento

- Laos, Parlamento

## Abril
- Peru, Presidente
- Finlândia, Parlamento
- Chade, Presidente
- Iémen, Presidente

## Maio
- Reino Unido, Referendo

## Junho
- Laos, Presidente
- Portugal, Parlamento

## Julho
- São Tomé e Príncipe, Presidente

## Setembro
- Egito, Presidente

## Outubro
- Quirguistão, Presidente
- Argentina, Presidencial, legislativa e provincial.